# Amblyptila cynanchi
Amblyptila cynanchi là một loài bướm đêm thuộc họ Gracillariidae. Nó được tìm thấy ở Nam Phi.
Ấu trùng ăn Cynanchum ellipticum và Cynanchum obtusifolium. Chúng ăn lá nơi chúng làm tổ.